# 簡公 (戦国燕)
簡公（かんこう、生年不詳 - 紀元前373年）は、春秋戦国時代の燕の君主。閔公の後を受けて燕国の君主となった。在位42年。